# 로센보르성

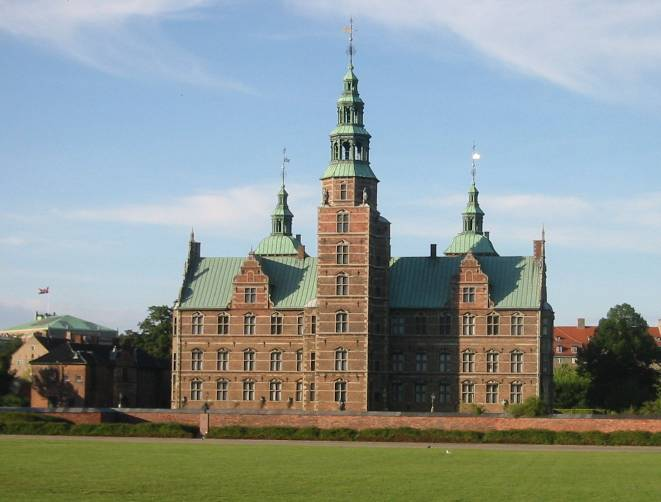
로센보르성

로센보르성(덴마크어: Rosenborg Slot)은 덴마크 코펜하겐에 있는 르네상스 건축 양식의 성이다. 1606년 덴마크의 크리스티안 4세 국왕에 의해 여름 궁전으로 건설되었으며 1624년에 준공되었다. 덴마크의 건축가인 베르텔 랑에(Bertel Lange), 한스 판 스테인빙컬(Hans van Steenwinckel)이 로센보르성의 건축 계획을 수립했다.
1710년에는 덴마크의 섭정에 의해 덴마크의 왕실 관저로 사용되었다. 프레데리크 4세 이후에 로센보르성이 왕실의 덴마크 왕실의 관저로 사용된 것은 1794년 크리스티안스보르 성 화재, 1801년 코펜하겐 해전으로 인한 비상 상황 뿐이다.
로센보르성은 현재 국가 소유 재산으로 남아 있으며 1838년에는 일반에 개방되었다. 프레데리크 2세부터 19세기에 이르는 덴마크 문화를 대표하는 예술품 등이 전시되어 있는 박물관 역할을 하고 있다. 박물관에 전시된 유물 가운데 대부분은 덴마크의 귀족, 왕족이 소유했던 유물들이다. 코펜하겐의 관광 명소 가운데 하나로서 연간 250만 명에 달하는 관광객들이 이 곳을 방문한다.
로센보르성은 "왕의 정원"(Kongens Have)에 위치하고 있기 때문에 "로센보르성 정원"으로 널리 알려져 있다. 덴마크에서 오랜 역사를 갖고 있는 로센보르성 정원은 로센보르성이 건립되기 이전에 크리스티안 4세 국왕에 의해 조성된 르네상스 양식의 정원이다. 로센보르성 옆에는 근위병(Den Kongelige Livgarde)의 병영이 설치되어 있으며 근위병은 이 곳에서 훈련을 한다.